# Ghino
Ghino  è un nome proprio di persona italiano maschile.

## Varianti
- Maschili: Ghinotto
- Femminili: Ghina[1]

## Origine e diffusione
Rappresenta l'ipocoristico, documentato sin dal Medioevo, di nomi nella forma affettiva e vezzeggiativa quali Arrighino, Ughino, Federighino e altri. È proprio del centro-nord Italia, in particolare dell'Emilia, della Romagna e della Toscana, luoghi nei quali può aver contribuito alla diffusione il nome del duecentesco nobile senese Ghino di Tacco, divenuto brigante per ragioni politiche, ricordato da Dante nella Divina Commedia (Purgatorio, Canto VI) e protagonista di una novella del Decameron di Giovanni Boccaccio.

## Onomastico
Il nome non ha santi che gli corrispondano; l'onomastico è festeggiato in corrispondenza del nome del quale rappresenta l'ipocoristico o, in alternativa, il 1º novembre per la festa di Ognissanti.

## Persone
- Ghino di Tacco, brigante senese del Duecento
- Ghino Valenti, economista italiano
- Ghino Venturi, architetto e urbanista italiano

## Il nome nelle arti
- Ghino di Tacco era lo pseudonimo con il quale Bettino Craxi firmava i suoi editoriali di analisi politica pubblicati dal giornale l'Avanti!.